# Julien Bérard
Julien Bérard (París, 27 de julio de 1987) es un ciclista francés.
Fue profesional desde 2010, cuando debutó con el equipo francés Ag2r La Mondiale, hasta 2017 perteneciendo únicamente a un equipo durante toda su trayectoria.

## Palmarés
2008 (como amateur)
- 1 etapa del Tour de Gévaudan Languedoc-Roussillon

2009 (como amateur)
- 1 etapa del Ronde d'Isard
- 1 etapa del Tour del Porvenir

## Resultados en Grandes Vueltas
| Carrera | Carrera         | 2010 | 2011  | 2012  | 2013 | 2014 | 2015  | 2016 | 2017  |
| ------- | --------------- | ---- | ----- | ----- | ---- | ---- | ----- | ---- | ----- |
|         | Giro de Italia  | —    | 123.º | 110.º | Ab.  | 70.º | 105.º | —    | 131.º |
|         | Tour de Francia | —    | —     | —     | —    | —    | —     | —    | —     |
|         | Vuelta a España | —    | —     | —     | 94.º | —    | —     | —    | —     |

—: no participa

Ab.: abandono

## Equipos
- Ag2r La Mondiale (2010-2017)